# Pseudagrion spinithoracicum
Pseudagrion spinithoracicum är en trollsländeart som beskrevs av Legrand 1981. Pseudagrion spinithoracicum ingår i släktet Pseudagrion och familjen dammflicksländor. IUCN kategoriserar arten globalt som otillräckligt studerad. Inga underarter finns listade i Catalogue of Life.